# Plamki Wiszniewskiego
Plamki Wiszniewskiego – drobne ogniska martwicze, wtórnie nacieczone krwią, występujące w błonie śluzowej żołądka i dwunastnicy, stwierdzane w czasie badania sekcyjnego osób zmarłych z powodu hipotermii.
Zakłada się, że hipotermia prowadzi do występowania krwotoków w błonie śluzowej. Następnie, w wyniku autolizy, dochodzi do uszkodzenia erytrocytów i uwolnienia hemoglobiny, która rozpada się po ekspozycji na kwas żołądkowy, co prowadzi do powstania charakterystycznych czarno-brązowych plamek.